# Telesto (geslacht)
Telesto is een geslacht van koralen uit de familie van de Clavulariidae.

## Soorten
- Telesto africana Verrill, 1870
- Telesto arborea Wright & Studer, 1889
- Telesto aurantiaca Lamouroux, 1812
- Telesto californica Kükenthal, 1913
- Telesto corallina Duchassaing, 1870
- Telesto flavula Deichmann, 1936
- Telesto fruticulosa Dana, 1846
- Telesto nelleae Bayer, 1961
- Telesto nuttingi Kükenthal, 1913
- Telesto operculata (Bayer, 1961)
- Telesto pelasgica Lamouroux, 1812
- Telesto prolifera von Koch, 1882
- Telesto rigida Wright & Studer, 1889
- Telesto riisei Duchassaing & Michelotti, 1860
- Telesto sanguinea Deichmann, 1936
- Telesto setoutiana Utinomi, 1973
- Telesto smithi (Gray, 1869)
- Telesto trichostemma (Dana, 1846)
- Telesto tubulosa Kinoshita, 1909